# جايسون ريتش
جايسون ريتش (بالإنجليزية: Jason Reich)‏ هو كاتب سيناريو أمريكي، ولد في 11 مارس 1976 في وانتاغ في الولايات المتحدة.

## وصلات خارجية
- جايسون ريتش على موقع IMDb (الإنجليزية)
- جايسون ريتش على موقع قاعدة بيانات الفيلم (الإنجليزية)